# 两井之战
两井之战是指唐睿宗垂拱二年（686年）九月，后突厥骨咄禄可汗攻打唐朝，唐朝左鹰扬卫大将军黑齿常之抵御击败突厥军的作战。
垂拱二年（686年）九月，后突厥骨咄禄可汗攻掠河东道北部地区，太后武则天派黑齿常之领兵抗击。北至两井地区，与后突厥三千人相遇。突厥军见到唐军于是下马穿铠甲，准备作战。黑齿常之利用时机率领二百骑兵猛烈冲击，突厥措手不及，全部弃甲逃走。当天傍晚，突厥大军赶到，想要和唐军会战。黑齿常之派人伐木，在营中燃火，虚张声势。突厥军以为是烽火，怀疑有援兵接应，于是逃走。